# Speak (린제이 로한의 음반)
《Speak》는 미국의 가수이자 여배우인 린제이 로한의 데뷔 정규 음반이다. 미국에서 2004년 12월 7일에, 카사블랑카 레코드를 통해 발매되었다. 이 음반은 미국에서 100만 장 이상이 팔리며, 몇 년 동안 카사블랑카 레코드에서 첫 번째로 높은 판매량을 기록했다.
이 음반은 비평가들이 로한에게 "형편없는 가수는 아니지만, 대단한 가수도 아니다."라는 논평과 함께 대부분 엇갈린 평을 받았다. 미국에서 이 음반은 첫 주에 261,762장의 사본을 팔아 빌보드 200에 4위에 다다랐다. 독일에서는 이 음반이 53위로 데뷔했고 음악 차트에 4주 동안 머물렀다.
《Speak》의 두 싱글 "Rumors" 과 "Over" 의 성공과 함께 "Over"은 3주 동안 Bubbling Under Hot 100 Singles의 정상에 머물렀다. 이 노래는 또한 오스트레일리아, 아일랜드와 영국과 같은 나라에서 세계적으로 성공했다. "Rumors"는 Bubbling Under Hot 100 Singles 차트에서 6위를 했고 역시 14위에 도달한 오스트레일리아와 독일에서도 성공했다. "Rumors"의 뮤직 비디오는 2005 MTV 비디오 뮤직 어워드에서 "베스트 팝 비디오"의 후보로 선정되었다. 그 노래들은 둘 다 MTV의 Total Request Live에서 많은 방송을 탔다. 마지막 싱글인 "First"는 로한의 영화 허비: 첫 시동을 걸다의 홍보를 도우려고 발매되었다. 그 노래는 오스트레일리아와 독일에서 작은 성공을 얻었다. 로한은 그 노래들로 여러 가지 라이브 공연을 함으로써 그 음반을 홍보했다. 타이완 투어에 대한 계획을 세웠지만, 나중에 폐기되었다.